# Hard Kill
Hard Kill è un film del 2020 diretto da Matt Eskandari.

## Trama
Donovan Chalmers assume un gruppo di letali mercenari per cercare di fermare prima che sia troppo tardi un gruppo terroristico che usa un programma informatico per seminare il caos.

## Distribuzione
Il film è stato distribuito nelle sale cinematografiche statunitensi a partire dal 21 agosto 2020.